# Dean McDermott
Dean McDermott, född 16 november 1966 i Toronto, är en kanadensisk skådespelare. 
2006 gifte han sig med Tori Spelling och parets familjeliv har skildrats i realityserierna Tori & Dean: Inn Love och Tori & Dean: Home Sweet Hollywood som sändes 2007 till 2012. Han har även skådespelat i filmer som "The house sitter" tillsammans med sin hustru och även medverkat i ett antal filmer och serier.

## Filmografi (filmer som haft svensk premiär)[1]
- 1995 - Blodsband - pojken
- 1995 - Kärlek och seger - Eric McDowell
- 2003 - Open Range - doktor Walter Barlow
- 2004 - Against the Ropes - Pete Kallen